# Associates
Associates (ibland The Associates) var en skotsk New Wave-grupp som verkade under 1980-talet. Bandet härstammade från gruppen The Ascorbic Ones som bildades 1976, och bildades 1979 i Dundee av sångaren Billy Mackenzie (1957–1997) och gitarristen Alan Rankine (1958–2023). I samband med detta släppte de sin första egenproducerade singel, "Boys Keep Swinging", vilken var en cover på den då outgivna David Bowie-låten, något som skapade uppmärksamhet från skivbolagen och gav dem deras första skivkontrakt. Genombrottet i Storbritannien skedde 1982 i och med singeln "Party Fears Two", vilken nådde den engelska Top Ten-listan och bidrog till en framgångsrik försäljning av albumet Sulk från samma år; av många ansedd som gruppens musikaliska höjdpunkt. 
Sulk bjöd på en bred variation av musikstilar med tonvikt på synth, new wave och punk, vilket tillsammans med Billy Mackenzies sång gav albuet en medveten, lätt disharmonisk prägel, vilket skulle komma att bli gruppens musikaliska signum. Texterna skrevs av Mackenzie och melodi och ljudbild utvecklades av multi-instrumentalisten Alan Rankine på ett relativt experimentellt vis. Relationen dem emellan blev dock alltmer frostig och i slutet av 1982 lämnade Rankine bandet för en solokarriär. Mackenzie och de andra medlemmarna fortsatte dock att spela in musik under Associate-namnet fram till 1990. Hoppet om en eventuell återförening grusades 1997 när Mackenzie, efter en längre tids depression, begick självmord.
Innan dess gav Mackenzie ut några soloalbum, bland annat Outernational (1992), och medverkade även som sångare på British Electric Foundations cover på David Bowies låt "The Secret Life of Arabia" på albumet Music of Quality and Distinction (1982, återutgiven 2011).

## Medlemmar
- Billy Mackenzie – sång (1979–1990, 1993)
- Alan Rankine – gitarr, keyboard (1979–1982, 1993)
- John Sweeney – trummor (1979–1980)
- John Murphy – trummor (1980–1981)
- Michael Dempsey – basgitarr (1980–1982)
- Martha Ladly – keyboard, bakgrundssång (1982)
- Steve Reid – gitarr (1982–1984)
- Roberto Soave – basgitarr (1983–1985)
- Jim Russell – trummor (1984)

Turerande medlemmar
- Martin Lowe – gitarr (1982)
- Ian McIntosh – gitarr (1982–1985)
- Howard Hughes – keyboard (1984–1990)
- Moritz von Oswald – trummor, percussion (1985–1990)

## Diskografi
Studioalbum
- The Affectionate Punch (1980) (Fiction Records)
- Sulk (1982) (WEA)
- Perhaps (1985) (WEA)
- Wild And Lonely (1990)
- The Glamour Chase (2003) (inspelad 1988) (WEA)

Samlingsalbum (urval)
- Fourth Drawer Down (1981) (Situation Two)
- Popera (1991) (WEA East West)
- The Radio 1 Sessions (1994) (Nighttracks)
- Double Hipness (2000) (V2 Records)
- Radio 1 Sessions Volume 1;1981-83 (2003) (Strange Fruit Records)
- Radio 1 Sessions Volume 2;1984-85 (2003) (Strange Fruit Records)
- Singles (2004) (Warner)